# Bent Hansen
Bent Kurt Hansen (nascido em 21 de outubro de 1932) é um ex-ciclista dinamarquês que participava em competições de ciclismo de pista.
Hansen foi um dos atletas que representou a Dinamarca nos Jogos Olímpicos de 1964, em Tóquio, onde competiu e terminou em quinto lugar na prova de perseguição por equipes. Foi campeão dinamarquês na perseguição individual em 1962–1964.